# Alonso López (motociclista)
Alonso López González (Madrid, España, 21 de diciembre de 2001) es un piloto de motociclismo español que reside en Valencia. Ha sido tercero del FIM CEV Moto3 Junior World Championship en 2017 y subcampeón del Campeonato de Europa de Moto2 en 2021. Es piloto del Campeonato del Mundo de Motociclismo en la categoría de Moto2 con el equipo Speed Up Racing.

## Biografía
Alonso López comenzó a andar en motocross a la edad de tres años para después pasarse a las minimotos. En 2014 se convirtió en campeón de la Copa de España de Challenge 80 a falta de una prueba para terminar el campeonato tras lograr cuatro victorias y siete podios en ocho carreras para sumar un total de 161 puntos.
En 2015 López participó en el Campeonato de España (ex Copa de España) en la categoría PreMoto3 con el equipo Júnior Team Estrella Galicia 0,0 proclamándose campeón en la cita final disputada en Navarra tras lograr su tercera victoria en ocho carreras en esa temporada.
En 2016 dio el salto con el Júnior Team Estrella Galicia 0,0 al FIM CEV International Championship, en su cuarta carrera en el campeonato consiguió su primer podio al terminar segundo en la carrera de Aragón y en la carrera siguiente logró su primera pole position en Cataluña, terminó la temporada en la quinta posición con 87 puntos.
Comenzó la temporada 2017 ganando dos de las primeras cuatro carreras de la temporada poniéndose como unos de los candidatos al título pero en las siguientes carreras apenas sumó una victoria y dos podios en las ocho carreras, terminó la temporada tercero detrás del campeón Dennis Foggia y de Jaume Masiá. Su gran temporada convenció a Emilio Alzamora de llevarlo al mundial en 2018 acompañando a Arón Canet en el Estrella Galicia 0,0.

## Resultados

### FIM CEV Moto3 Junior World Championship
(Carreras en negrita indica pole position, carreras en cursiva indica vuelta rápida)
| Temp. | Moto  | 1       | 2      | 3      | 4       | 5     | 6       | 7       | 8     | 9       | 10      | 11    | 12    | Pos. | Pts. |
| ----- | ----- | ------- | ------ | ------ | ------- | ----- | ------- | ------- | ----- | ------- | ------- | ----- | ----- | ---- | ---- |
| 2016  | Honda | VAL 9   | VAL 10 | LMS 13 | ARA 2   | CAT 2 | CAT 7   | ALB Ret | ALG   | JER 20  | JER Ret | VAL 5 | VAL 5 | 5.º  | 87   |
| 2017  | Honda | ALB Ret | LMS 1  | CAT 1  | CAT Ret | VAL 2 | VAL Ret | EST Ret | JER 1 | JER Ret | ARA 9   | VAL 4 | VAL 2 | 3.º  | 135  |

### FIM CEV Moto2 European Championship
(Carreras en negrita indica pole position, carreras en cursiva indica vuelta rápida)
| Temp. | Moto       | 1     | 2     | 3     | 4     | 5     | 6     | 7     | 8     | 9     | 10    | 11    | 12    | Pos. | Pts. |
| ----- | ---------- | ----- | ----- | ----- | ----- | ----- | ----- | ----- | ----- | ----- | ----- | ----- | ----- | ---- | ---- |
| 2021  | Boscoscuro | EST 2 | EST 2 | VAL 2 | CAT 2 | CAT 2 | ALG 2 | ALG 3 | ARA 2 | ARA C | JER 2 | JER 1 | VAL 1 | 2.º  | 226  |

### Campeonato del Mundo de Motociclismo
Sistema de puntuación de 1993 hasta 2022:
| Posición | 1.º | 2.º | 3.º | 4.º | 5.º | 6.º | 7.º | 8.º | 9.º | 10.º | 11.º | 12.º | 13.º | 14.º | 15.º |
| Puntos   | 25  | 20  | 16  | 13  | 11  | 10  | 9   | 8   | 7   | 6    | 5    | 4    | 3    | 2    | 1    |

Sistema de puntuación desde 2023 en adelante:
| Posición       | 1.º | 2.º | 3.º | 4.º | 5.º | 6.º | 7.º | 8.º | 9.º | 10.º | 11.º | 12.º | 13.º | 14.º | 15.º |
| Puntos         | 25  | 20  | 16  | 13  | 11  | 10  | 9   | 8   | 7   | 6    | 5    | 4    | 3    | 2    | 1    |
| Carrera sprint | 12  | 9   | 7   | 6   | 5   | 4   | 3   | 2   | 1   |      |      |      |      |      |      |

#### Por categoría
| Cat.  | Temporadas    | 1.er Gran Premio | 1.er Podio        | 1.ª Victoria    | Carreras | Victorias | Podios | Poles | V.Ráp. | Pts.  | CM |
| ----- | ------------- | ---------------- | ----------------- | --------------- | -------- | --------- | ------ | ----- | ------ | ----- | -- |
| Moto3 | 2018–2020     | Catar 2018       | Tailandia 2019    |                 | 51       | 0         | 1      | 0     | 2      | 128   | 0  |
| Moto2 | 2021–Presente | Francia 2021     | Gran Bretaña 2022 | San Marino 2022 | 54       | 3         | 15     | 3     | 3      | 472.5 | 0  |
| Total | 2018–Presente | 2018–Presente    | 2018–Presente     | 2018–Presente   | 105      | 3         | 16     | 3     | 5      | 600.5 | 0  |

#### Por temporada
| Temp. | Cat.  | Moto       | Equipo                      | Carreras | Victorias | Podios | Poles | V.Ráp. | Pts.  | Pos. |
| ----- | ----- | ---------- | --------------------------- | -------- | --------- | ------ | ----- | ------ | ----- | ---- |
| 2018  | Moto3 | Honda      | Estrella Galicia 0,0        | 18       | 0         | 0      | 0     | 1      | 36    | 23.º |
| 2019  | Moto3 | Honda      | Estrella Galicia 0,0        | 19       | 0         | 1      | 0     | 1      | 71    | 17.º |
| 2020  | Moto3 | Husqvarna  | Sterilgarda Max Racing Team | 14       | 0         | 0      | 0     | 0      | 21    | 23.º |
| 2021  | Moto2 | Boscoscuro | Speed Up Racing             | 4        | 0         | 0      | 0     | 0      | 4     | 30.º |
| 2021  | Moto2 | Kalex      | Flexbox HP40                | 4        | 0         | 0      | 0     | 0      | 4     | 30.º |
| 2022  | Moto2 | Boscoscuro | Speed Up Racing             | 14       | 2         | 5      | 1     | 1      | 155.5 | 8.º  |
| 2023  | Moto2 | Boscoscuro | Speed Up Racing             | 20       | 0         | 5      | 2     | 1      | 150   | 7.º  |
| 2024  | Moto2 | Boscoscuro | Speed Up Racing             | 16       | 1         | 5      | 0     | 1      | 179   | 6.º  |
| 2025  | Moto2 | Boscoscuro | Speed Up Racing             |          |           |        |       |        | *     | *    |
| Total | Total | Total      | Total                       | 105      | 3         | 16     | 3     | 5      | 600.5 |      |

- * Temporada en curso.

#### Carreras por año
| Año  | Cat.  | Moto       | 1       | 2       | 3       | 4       | 5       | 6       | 7       | 8       | 9       | 10      | 11      | 12     | 13      | 14      | 15      | 16     | 17      | 18      | 19      | 20      | 21  | 22  | Pos. | Pts.  |
| ---- | ----- | ---------- | ------- | ------- | ------- | ------- | ------- | ------- | ------- | ------- | ------- | ------- | ------- | ------ | ------- | ------- | ------- | ------ | ------- | ------- | ------- | ------- | --- | --- | ---- | ----- |
| 2018 | Moto3 | Honda      | QAT Ret | ARG 6   | AME 17  | SPA 4   | FRA 19  | ITA 18  | CAT 8   | NED 25  | GER Ret | CZE 18  | AUT 24  | GBR C  | RSM Ret | ARA 20  | THA Ret | JPN 18 | AUS 11  | MAL Ret | VAL Ret |         |     |     | 23.º | 36    |
| 2019 | Moto3 | Honda      | QAT 12  | ARG Ret | AME 8   | SPA 14  | FRA Ret | ITA Ret | CAT 4   | NED 10  | GER Ret | CZE Ret | AUT 16  | GBR 15 | RSM Ret | ARA 5   | THA 3   | JPN 9  | AUS 13  | MAL Ret | VAL NC  |         |     |     | 17.º | 71    |
| 2020 | Moto3 | Husqvarna  | QAT 13  | SPA 14  | AND DNS | CZE Ret | AUT 23  | EST 20  | RSM Ret | ERM Ret | CAT 5   | FRA Ret | ARA 17  | TER 11 | EUR Ret | VAL Ret | POR Ret |        |         |         |         |         |     |     | 23.º | 21    |
| 2021 | Moto2 | Boscoscuro | QAT     | DOH     | POR     | SPA     | FRA Ret | ITA     | CAT 21  | GER 12  | NED 17  | EST     | AUT     | GBR    | ARA     | RSM     | AME     | ERM    | ALG     | VAL     |         |         |     |     | 30.º | 4     |
| 2022 | Moto2 | Boscoscuro | QAT     | INA     | ARG     | AME     | POR     | SPA     | FRA Ret | ITA 8   | CAT 8   | GER 7   | NED 6   | GBR 2  | AUT 7   | RSM 1   | ARA Ret | JPN 3  | THA 5   | AUS 1   | MAL 2   | VAL Ret |     |     | 8.º  | 155.5 |
| 2023 | Moto2 | Boscoscuro | POR Ret | ARG 2   | AME 7   | SPA 3   | FRA 3   | ITA 6   | GER 5   | NED Ret | GBR Ret | AUT 21  | CAT 8   | RSM 3  | IND 22  | JPN 13  | INA 25  | AUS NC | THA 8   | MAL 22  | QAT 9   | VAL 3   |     |     | 7.º  | 150   |
| 2024 | Moto2 | Boscoscuro | QAT 1   | POR 25  | AME 4   | SPA Ret | FRA 3   | CAT 7   | ITA 3   | NED 8   | GER 10  | GBR 9   | AUT 2   | ARA 4  | RSM 29  | ERM 9   | INA 3   | JPN 9  | AUS Ret | THA 11  | MAL 13  | SLD 8   |     |     | 6.º  | 179   |
| 2025 | Moto2 | Boscoscuro | THA 10  | ARG 8   | AME 3   | QAT 16  | SPA Ret | FRA 10  | GBR 10  | ARA 10  | ITA 14  | NED 8   | GER Ret | CZE 18 | AUT     | HUN     | CAT     | RSM    | JPN     | INA     | AUS     | MAL     | POR | VAL | 14.º | 58    |

| Color     | Resultado                                                               |
| --------- | ----------------------------------------------------------------------- |
| Oro       | Ganador                                                                 |
| Plata     | 2.ª plaza                                                               |
| Bronce    | 3.ª plaza                                                               |
| Verde     | Finalizó en los puntos                                                  |
| Azul      | Finalizó sin puntos                                                     |
| Azul      | NC - No clasificado                                                     |
| Violeta   | Ret - No terminó (Carrera)                                              |
| Rojo      | DNQ - No se clasificó                                                   |
| Negro     | DSQ - Descalificado                                                     |
| Blanco    | DNS - No empezó (carrera)                                               |
| Blanco    | WD - Retirado (fin de semana)                                           |
| Blanco    | C - Carrera cancelada                                                   |
| Sin color | DNP - Inscrito pero no participó                                        |
| Sin color | INJ - Lesionado                                                         |
| Sin color | EX - Excluido                                                           |
| Estado    | Resultado                                                               |
| Negrita   | Pole position                                                           |
| Cursiva   | Vuelta rápida                                                           |
| †         | Abandona, pero clasifica al completar el porcentaje requerido para ello |